# Хаџића кућа
Хаџића кућа је изграђена 1854. године, а у њој се данас налази Етнолошко одељење Народног музеја Чачак. Њен првобитни власник Владимир Хаџић водио је од 1848. трговинску радњу у Чачку.

## Архитектура
Фасада уздигнутог приземља доминира на уличном прочељу. Рашчлањена је по хоризонтали кордонским венцем између прозора приземља и прозора спрата. Дворишна фасада има балкон са дрвеним стубовима и засебан улаз.
Објекат је изведен под утицајем умереног неокласицизма академског типа.